# Тесайджер, Эрнест
Эрнест Фре́дерик Грэм Тесайджер (англ. Ernest Frederic Graham Thesiger; 15 января 1879, Лондон — 14 января 1961, там же) — британский актёр театра и кино. Наиболее известен по роли доктора Преториуса в фильме «Невеста Франкенштейна».

## Ранние годы
Родился 15 января 1879 года в Лондоне, третьим ребёнком в семье сэра Эдварда Пирсона Тесайджера, клерка парламента и Джорджин Мэри, дочери Уильяма Брюса Стопфорд Сэквилла из графства Нортгемптоншир. Его двоюродный брат Уилфрид Патрик Тесайджер был путешественником, исследователям Азии, дядя — генерал Фредерик Аугустус Тезигер.
Окончил колледж Мальборо и школу изящных искусств Феликса Слейда, намеривался стать художником, но начал играть в драматическом театре, дебютировал в постановке «Полковник Смит» в 1909 году.
После начала Первой мировой войны, 31 августа 1914 года добровольцем поступил на службу в территориальные силы Британской армии. Был зачислен во 2-й батальон 9-го Лондонского полк как стрелок. После прохождения трёх месяцев военной подготовки воевал на Западном фронте.
В 1917 году женился на Жанетт Мэри Ферни Ранкен, сестре своего близкого друга Слэйда Ранкена. В своей биографии Айви Комптон-Бёрнетт предположила что брак между супругами был сделан в основном из-за обожания Слейда (намекая на его бисексуальность). Писатель Кёртис Джеймс в книге «James Whale: A New World of Gods and Monsters» написал об этом напрямую.
Тесайджер был членом ряда художественных, литературных и театральных кругов, занимался вышивкой с герцогиней Марией. Посещал художественную студию Джона Сингера Сарджента, вёл переписку с Перси Грейнджер и дружил с писателем Бернардом Шоу (в том числе играл роль дофина в его пьесе Святая Иоанна). Участвовал в успешной пьесе Сомерсета Моэма «Круг», поставленной в театре Хеймаркет.

## Театральная карьера
Впервые привлёк внимание зрители по роли в комедии фарсе Уолтер Эллис «A Little Bit of Fluff» в театральном сезоне 1915/1918. Сыграл в более 1,200 постановках и получил положительные рецензии от театральных критиков. Газета London Standard писала «Персонаж Бертрам Талли… один из самых весёлых на лондонской сцене за последнее десятилетие… Эрнест Тесайджер добился настоящего триумфа». В 1919 году он сыграл персонажа Талли в киноадаптации.
В 1925 году сыграл роль в мюзикле Ноэл Кауард и «On with the Dance» и позже дофина в пьесе Святая Иоанна.

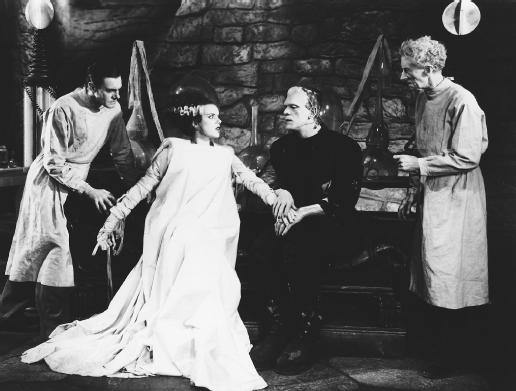
Колин Клайв, Эльза Ланчестер, Борис Карлофф в фильме «Невеста Франкенштейна»

## Кинокарьера
В 1916 году дебютировал в кино с основного на Макбете фильма The Real Thing at Last, где он изобразил одну их сестер ведьм как члена американской театральной труппы. В 1941 году сыграл роль ведьмы в постановке Макбета Джона Гилгуда. В эпоху немого кино в основном играл небольшие роли в кино и работал на театральной сцене. В одном из первых фильмов Альфреда Хичкока «13» получил одну из главных ролей, однако фильм не сохранился.
После появления в рождественской комедии Виндзорские насмешницы (1919), подружился с кинорежиссёром Джеймсом Уэйлом. После переезда Уэйла в Голливуд появился в двух его фильмах: Последняя битва и «Франкенштейн» (1931). Сыграл в фильме экранизации «Старый тёмный дом», с Борисом Карлоффом, Мелвином Дугласом, Глорией Стюарт, Рэймондом Мэсси и Лилиан Бонд в главных ролях. В следующем году появился в картине Упырь с Борисом Карлоффом.

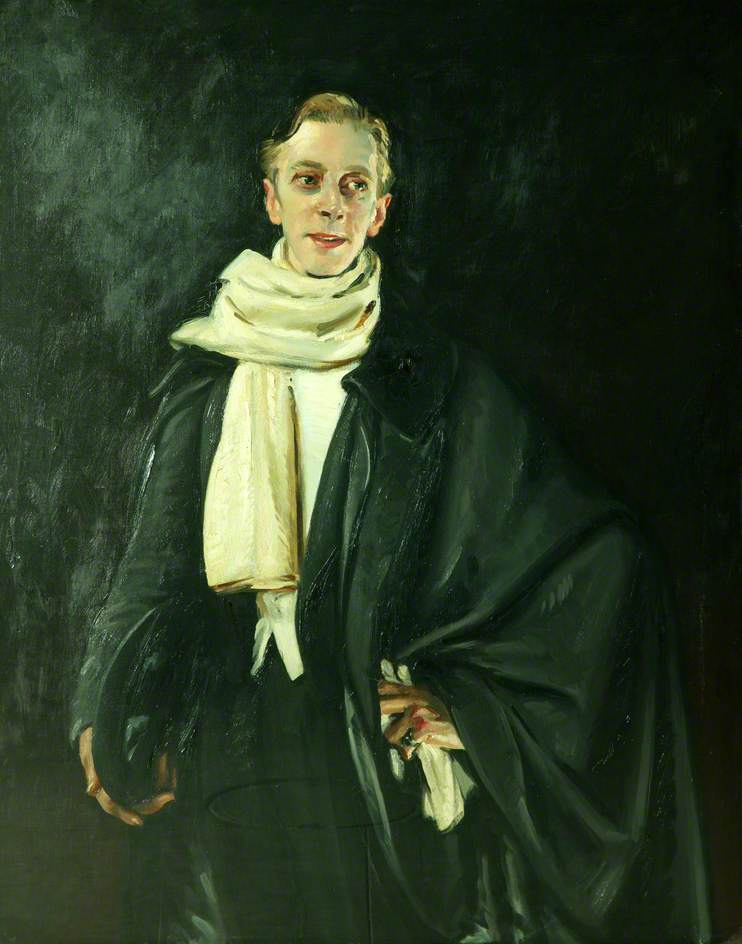
Портрет Тесайджера, Уильям Брюс Эллис Ранкен. Галерея искусств Манчестера.

После утверждения Уэйла на пост режиссёра фильма «Невеста Франкенштейна», он настоял на выборе Тесайджера на роль доктора Преториуса, студия Universal Pictures предлагала сделать выбор в пользу Клода Рейнса. Роль вдохновленная Джоном Полидори и врачом эпохи Возрождения Парацельсе стала наиболее известной в фильмография Тесайджера. Во время съемок фильма продолжал работать над рукоделием, которое после службы в армии стала его хобби.
Первоначально получил роль в фильме Облик грядущего (1936), но позже его заменил Седрик Хардвик из-за того его что игра не устроила автора оригинального романа Герберта Уэллс. В то же время, опубликовал свою книгу о вышивке «Adventures in Embroidery». Последние годы карьеры в основном играл на театральной сцене и редко появлялся на второстепенных ролях в фильмах. В фильме «Человек в белом костюме» сыграл роль «сэра Джона».
Несколько раз сыграл на Бродвее: в постановке «Розалинда» Кэтрин Хепберн, самой продолжительной постановке на Бродвее «Как вам это понравится». В последние годы карьеры принял участие в фильмах «Устами художника» (1958) с Алеком Гиннессом, «Сыновья и любовники» (1960) и «Римская весна миссис Стоун» с Вивьен Ли и Уорреном Битти (1961). За неделю до смерти появился в своём последнем фильме «Последняя шутка» Джоном Гилгудом и Ральфом Ричардсоном.

## Поздние годы
В 1960 году стал кавалером Ордена Британской империи. После завершения съемок фильма «Последняя шутке», скончался от естественных причин в районе Кенсингтон. Похоронен на кладбище Бромптон.

## В культуре
- В фильме Боги и монстры его сыграл актёр Артур Дигнам[англ.].

## Фильмография
| Год  |     | Русское название                             | Оригинальное название                        | Роль                                |
| ---- | --- | -------------------------------------------- | -------------------------------------------- | ----------------------------------- |
| 1916 | кор |                                              | The Real Thing at Last                       | ведьма                              |
| 1918 | ф   | Горацио Нельсон                              | Nelson (1918 film)                           | Уильям Питт младший                 |
| 1918 | ф   | История жизни Дэвида Ллойда Джорджа          | The Life Story of David Lloyd George         | Джозеф Чемберлен                    |
| 1919 | ф   |                                              | A Little Bit of Fluff                        | Бертрам Талли                       |
| 1921 | ф   | Клуб холостяков                              | The Bachelor's Club                          | Израфель Мондего                    |
| 1921 | ф   | Приключения мистера Пиквика                  | The Adventures of Mr. Pickwick               | мистер Джингл                       |
| 1922 | ф   | Номер 13                                     | Number 13                                    | мистер Пибоди                       |
| 1928 | ф   |                                              | Weekend Wives                                | Бертрам                             |
| 1929 | ф   | Королева бродяг                              | The Vagabond Queen                           | Лидофф                              |
| 1930 | кор |                                              | Ashes                                        | диктор                              |
| 1932 | ф   | Старый тёмный дом                            | The Old Dark House                           | Гораций Фемм                        |
| 1933 | ф   | Упырь                                        | The Ghoul                                    | Лоинг                               |
| 1933 | ф   | Единственная девушка                         | The Only Girl                                | камергер                            |
| 1935 | ф   | Невеста Франкенштейна                        | Bride of Frankenstein                        | доктор Преториус                    |
| 1935 | ф   | Вечер застолья                               | The Night of the Party                       | Чиддиатт                            |
| 1935 | ф   | Сердце зовёт                                 | My Heart is Calling                          | Февье                               |
| 1936 | ф   | Человек, который умел творить чудеса         | The Man Who Could Work Miracles              | Майдиг                              |
| 1938 | ф   | Они ехали ночью                              | They Drive by Night                          | Уолтер Гувер                        |
| 1938 | ф   |                                              | The Ware Case                                | Картер                              |
| 1938 | ф   |                                              | Lightning Conductor                          | профессор                           |
| 1939 | тф  |                                              | Geneva                                       | сэр Орфеус Мидлэндер                |
| 1943 | ф   |                                              | My Learned Friend                            | Феррис                              |
| 1943 | ф   | Лампа все еще горит                          | The Lamp Still Burns                         | председатель                        |
| 1944 | ф   |                                              | Don't Take It to Heart                       | клерк                               |
| 1944 | ф   | Генрих V                                     | Henry V                                      | Карл VII                            |
| 1945 | ф   | Собственный дом                              | A Place of One's Own                         | Маршам                              |
| 1945 | ф   | Цезарь и Клеопатра                           | Caesar and Cleopatra                         | Теодат                              |
| 1946 | ф   | Остерегайтесь жалости                        | Beware of Pity                               | барон Эмиль фон Кекешфальва         |
| 1947 | ф   | Джасси                                       | Jassy                                        | сэр Эдвард Фоллесмарк               |
| 1947 | ф   |                                              | The Ghosts of Berkeley Square                | доктор                              |
| 1948 | ф   | Привлекательный мальчик                      | The Winslow Boy                              | мистер Риджли Пирс                  |
| 1948 | ф   | Квартет                                      | Quartet                                      | Генри Дэшвуд                        |
| 1948 | ф   | Чертовски холодный                           | Brass Monkey                                 | Райдер-Харрис                       |
| 1949 | ф   | Безобразный лорд Байрон                      | The Bad Lord Byron                           | граф Гвиччиоли                      |
| 1950 | ф   | Последний отпуск                             | Last Holiday                                 | Тревор Лампингтон                   |
| 1951 | ф   | Смех в раю                                   | Laughter in Paradise                         | Эндикотт                            |
| 1951 | ф   | Человек в белом костюме                      | The Man in the White Suit                    | сэр Джон Кирлоу                     |
| 1951 | ф   | Скрудж                                       | Scrooge                                      | гробовщик                           |
| 1951 | ф   | Оставшийся в тени                            | The Magic Box                                | граф                                |
| 1952 | ф   |                                              | The Woman's Angle                            | судья                               |
| 1953 | ф   | Плащаница                                    | The Robe                                     | Тиберий                             |
| 1953 | ф   | Знакомьтесь, Мистер Люцифер                  | Meet Mr. Lucifer                             | мистер Макдональд                   |
| 1954 | ф   | Банковский билет в миллион фунтов стерлингов | The Million Pound Note                       | директор банка (в титрах не указан) |
| 1954 | ф   | Отец Браун                                   | Father Brown                                 | виконт                              |
| 1954 | ф   | Сделай мне предложение                       | Make Me an Offer                             | сэр Джон                            |
| 1955 | ф   | Цена денег                                   | Value for Money                              | лорд Дьюсбери                       |
| 1955 | ф   | Квентин Дорвард                              | Quentin Durward                              | лорд Кроуфорд                       |
| 1955 | ф   | Аллигатор по имени Дэйзи                     | An Alligator Named Daisy                     | нарезчик                            |
| 1956 | ф   | Кто это сделал?                              | Who Done It?                                 | сэр Вальтер                         |
| 1956 | ф   | Трое в лодке, не считая собаки               | Three Men in a Boat                          | старый джентльмен                   |
| 1957 | ф   | Доктор на свободе                            | Doctor at Large                              | экзаменатор                         |
| 1958 | ф   | Правда о женщинах                            | The Truth About Women                        | судья                               |
| 1958 | ф   | Устами художника                             | The Horse's Mouth                            | Хиксон                              |
| 1959 | ф   | Битва полов                                  | The Battle of the Sexes                      | Макферсон                           |
| 1960 | с   |                                              | Armchair Theatre; Lord Arthur Savile's Crime | парень                              |
| 1961 | ф   | Римская весна миссис Стоун                   | The Roman Spring of Mrs. Stone               | Стефано                             |